# Каплан Самуїл Соломонович
Каплан Самуїл Соломонович (8 липня 1928, Баку — 21 травня 2021, Нью-Йорк, США)  — український радянський і американський художник (графік і живописець) єврейського походження. Член Спілки художників УРСР, СРСР (1964), член Асоціації мистецтв Лос-Анджелеса, член Ради Меморіального фонду Натана Рахліна. Від 1937 до 1991 — мешканець Києва. Від 1991 — громадянин США. Картини зберігаються більш як у 20 музеях: Києва, Одеси, Харкова, Луганська, Донецька, Чернігова, Феодосії та ін. міст України, а також за кордоном. Головна тема творчості — людина і місто, його картинам і графіці притаманні ліризм, елементи фантастики і, разом з тим, точність у деталях зображення.

## Життєпис і творчість
В 1952 році закінчив з відзнакою Київську спеціалізовану художню середню школу.
З третьої спроби поступив у Київський художній інститут (нині — НАОМА), який закінчив у 1962 році. Викладачі — Пащенко Олександр, Болдирєв Володимир, Селіванов Іван.
Перша персональна виставка «Солдатські будні», відбулась у 1957 році, в приміщенні Художнього інституту, коли Самуїл Каплан тільки збирався поступити до ВНЗу. Роботи молодого митця отримали схвальні відгуки К. Д. Трохименка та С. О. Григор'єва — найавторитетніших художників
в українському мистецтві того часу.
Створив чимало серій станкової графіки, в техніці ліногравюри.
Розробив своєрідну техніку живопису на основі темпери. Мав численні виставки.

| «Офіційне визнання виявилося справою необов'язковою — художника знали й любили. Одну з його київських персональних виставок (1973 рік), що тривала традиційні два тижні, відвідали не зовсім традиційні дев'ять тисяч чоловік. А найповніша виставка живопису й графіки Самуїла Каплана відбулася знов у Києві, 1987 року...[2] |
Багато які картини й графіка Самуїла Каплана присвячені київському Подолу. Їх відрізняє теплий, м'який гумор — і ледве помітна тінь смутку. «Радісний травень на Подолі» або «Рудик» здаються ілюстраціями до творів Шолом-Алейхема.
У 1991 році художник емігрував до США. Так у його життя увійшло ще одне місто — Нью-Йорк. У ньому менше казкового й більше фантастичного. Ритм життя — інший, фарби — яскравіші, різкіші, але, можливо, бідніші на відтінки й напівтони. На зміну святам Києва приходять будні Нью-Йорка. Вони енергійні й дивні. Вони — інші. За багато років було чимало створено робіт ліричних і драматичних. У своїх творах митець оспівував закоханих, милувався тваринами й витворами міської архітектури, розмірковував над темами революції, війни й миру, співчував проблемам єврейської спільноти та завжди відчував пульс життя у різних куточках планети.
Ще змолоду виробив для себе правило: «Щодня по одному начерку», і так працював все життя, понад 90 років. Каплан говорив: «Це дає можливість жити в ногу, або в руку, як завгодно, з навколишнім світом. І у мене є теми, від яких, загалом, захоплює подих».
В Америці стала відомою серія робіт, присвячена трагедії теракту 11 вересня 2001 року. В картині «Реквієм» Каплан уявив Вежі-Близнюки прозорими на тлі нічного неба, оточені будівлями, завішеними прапорами та увінчаними свічками. У центрі художник зобразив себе, що летить над містом. Митець подарував картину музею «9/11 MEMORIAl&MUSEUM», присвяченому трагічній події, і пішов з життя на наступний день після знаменної експозиції, про що з сумом сповіщала американська преса.
Місцеве телебачення демонструвало фільм, присвячений ювілею художника, в якому він розповідав про своє життя та висловив художнє кредо.

## Вибрані твори
- «Солдатські будні» (1957—1958), графічна серія.
- «Т. Г. Шевченко на засланні» (1961), графічна серія.
- «Морський порт» (1962), графіка
- «Казарма», 1964, «Весняний настрій», 1967, графіка
- «Червоні будинки». Полотно, темпера, 1966
- «Прилітають птахи». Полотно, темпера, 1968
- «Інститут технічної інформації». Полотно, темпера, 1970
- «Ковзанка на Печерську». Полотно, темпера, 1971
- «Кондуктор Валя». Полотно, темпера, 1972
- «Танці на дебаркадері». Полотно, темпера, 1972
- «Міська сюіта». Полотно, темпера, 1973
- «Дарниця». Полотно, темпера, 1973